# Darguin
El pueblo darguin o dargua (en darguano: дарганти, romanizado: darganti; en ruso: даргинцы, romanizado: darguintsy) son un grupo étnico nativo del Cáucaso Nororiental, originario del Cáucaso Norte. Constituyen el segundo grupo étnico más grande en la República rusa de Daguestán y hablan el idioma dargua. Sin embargo, el grupo étnico comprende todos los hablantes de los idiomas darguin, del que el dargua es simplemente la variedad estándar. 
Según el censo de 2002, los darguines representan el 16,5% de la población de Daguestán, con 425.526 personas. 
Los darguines han vivido en su ubicación actual durante muchos siglos. Formaron el estado de Kaitag en la Edad Media y el Renacimiento hasta la conquista rusa. Hoy, los darguines son uno de los pueblos más numerosos de Daguestán (una fusión de muchos de los pueblos históricos de la región), el segundo más numeroso detrás de los avares.

## Origen
Los darguines están antropológicamente relacionados con la raza caucasoide que con referencia a su origen, existen dos hipótesis: la autóctona (desarrollada en los trabajos de M. G. Abdushelishvili o V. P. Alekseev) y la migratoria (propuesta por G. F. Debets).

## Distribución geográfica
Los darguines se concentran en el raión de Kaitag, el raión de Dajadayev, el raión de Levashi, el raión de Akusha y el de Sergokala.

## Idioma
Los idiomas darguines son un conjunto de lenguas caucásicas nororientales, que pertenece a la rama de las lenguas lak-darguines. Desde el siglo XVI se ha escrito ocasionalmente en escritura árabe; durante la era soviética, se desarrolló una lengua escrita en latín en 1928, que fue reemplazada por la escritura cirílica en 1938.
A diferencia del lak, que sólo tiene dialectos que varían ligeramente, el darguin tiene dialectos muy diferentes. 

## Cultura
La infraestructura y arquitectura del pueblo darguin fue extremadamente bien desarrollada en comparación con sus vecinos a lo largo de la historia. Los maestros de este arte popular mostraron un nivel muy alto de conocimiento en la construcción y ornamentación de torres y fortalezas, construyendo conjuntos de edificios, mezquitas, puentes y estructuras para regadío en manantiales y pozos. La habilidad artística de los darguines se muestra claramente en su arte decorativo y aplicado, como las creaciones de los plateros de Kubachi, el trabajo de cantería, fabricación de herramientas, carpintería y los trabajos de cerámica y azulejería, tejidos, cuero y piel, y la danza folklórica y música vocal. Los darguines son conocidos por sus denominados textiles de Kaitag, del raión de Kaytagsky. El centro espiritual y religioso de la nación darguin era Akusha-Dargo. El tribunal judicial principal de todos los darguines también estaba en Akusha. Otras ciudades famosas de los darguines eran Levashi, Mekegi, Kubachi y Kadar.
Antes de la anexión de las regiones de los darguines por parte de Rusia, la medicina de Dargi era una combinación de medicina popular y oriental. Los curanderos (jakim) lograban un éxito considerable en el tratamiento de heridas, contusiones, huesos rotos y luxaciones e incluso con la trepanación. También eran expertos en fitoterapia y tratamiento de diversas enfermedades internas. El curandero más conocido era Murtuzali Haji de Butri, que estudió medicina en El Cairo durante cinco años y trabajaba con el cirujano ruso N. I. Pirogov del que recibió un juego de instrumentos quirúrgicos. Y otros también conocidos: Taimaz de Uraji, Mohammed Haji de Jayalmaji, Davud Haji de Akusha' o Alisultan Haji de Urkarakh. El servicio médico se instituyó por primera vez en 1894, con nueve médicos y doce enfermeras para todo Daguestán, una proporción de un médico por cada 60.000 habitantes. Ahora existe un centro paramédico en cada lugar poblado, o un médico regional, o un hospital regional, de distrito o interdistrito y un servicio de primeros auxilios con su propio transporte, incluido el transporte aéreo.

## Religión
Los darguines son principalmente musulmanes sunitas de la escuela Shafi'i. También hay una pequeña minoría que profesa el chiismo. El islam comenzó a avanzar entre los darguines desde al menos el siglo XV. En el siglo XIX, la mayoría de los darguines eran musulmanes y hoy son reconocidos como un pueblo muy devoto.

## Darguines famosos
- Ilyas Umajanov, diputado del Senado ruso.
- Magomedali Magomedov, expresidente de Daguestán.
- Magomedsalam Magomedov, expresidente de Daguestán.
- Rinat Karimov, cantante.
- Patimat Kagirova, cantante.
- Rabadonov Murtuzali, rector de la Universidad Estatal de Daguestán.